# 佐々木詩帆
佐々木 詩帆（ささき しほ、12月24日 - ）は、日本の女性声優。フリー。北海道出身。

## 経歴
北海道釧路明輝高等学校、専門学校札幌マンガ・アニメ学院卒業。
かつてはAIR AGENCYに所属していたが、2019年12月15日をもって退所し、以降はフリーランスで活動している。

## 人物
趣味は歌、ゲーム、ロジックパズル、ソリティア、考えること。特技は歌。

## 出演
太字はメインキャラクター。

### テレビアニメ
2013年
- プピポー!（姫路若葉）
- りぼんちゃんtheTV

2017年
- つぐもも（2017年 - 2020年、小山内おさむ / おさね） - 2シリーズ

2018年
- ハイスコアガール（女子生徒D）

2019年
- あんさんぶるスターズ!（観客）

2020年
- アイドリッシュセブン Second BEAT!（女性ファン）
- Lapis Re:LiGHTs（客）

### Webアニメ
- ざしきわらしのタタミちゃん（2020年、雪女[7]）

### ゲーム
2015年
- 蒼穹のスカイガレオン（アヤカシコネ、イシコリドメ）
- 雷子（鍾会）

### その他コンテンツ
- きゅうくつティラノ（寺野[11]） ‐ A-koe